# Réning
Réning est une commune française située dans le département de la Moselle en région Grand Est.

## Géographie
Ce village français se trouve en région Lorraine, dans le département de la Moselle et dans le Saulnois, non loin de Château-Salins.
Réning compte environ 130 habitants et fait partie du Parc naturel régional de Lorraine.

### Communes limitrophes
|        | Nelling |            |
| Léning | Réning  | Insming    |
|        |         | Albestroff |

### Hydrographie
La commune est située dans le bassin versant du Rhin au sein du bassin Rhin-Meuse. Elle est drainée par l'Albe.
L'Albe, d'une longueur totale de 33,3 km, prend sa source dans la commune de Rodalbe et se jette  dans la Sarre à Sarralbe, après avoir traversé douze communes.

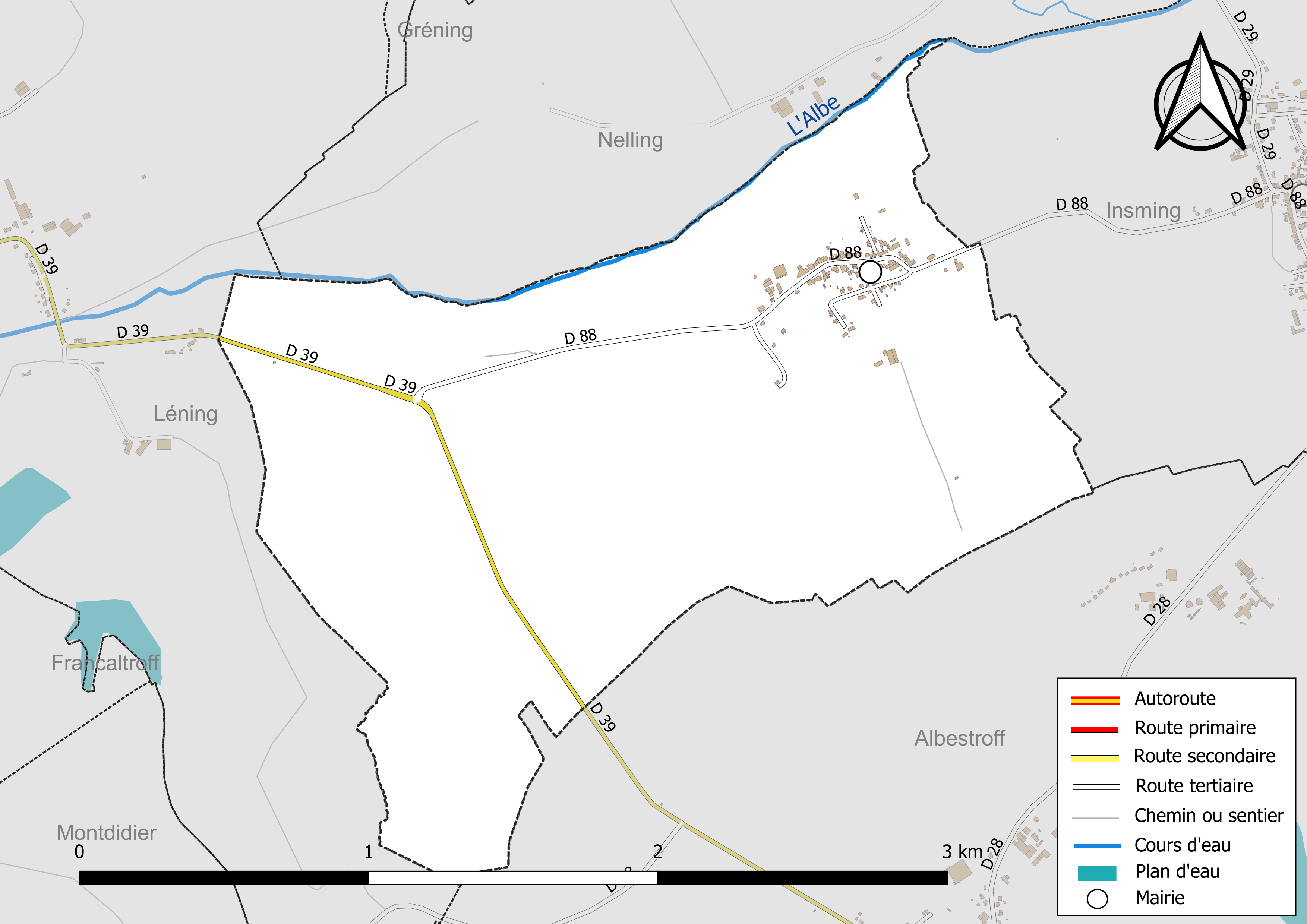
Réseaux hydrographique et routier de Réning.

La qualité de l'Albe peut être consultée sur un site spécial géré par les agences de l’eau et l’Agence française pour la biodiversité.

### Climat
Pour des articles plus généraux, voir Climat du Grand Est et Climat de la Moselle.
En 2010, le climat de la commune est de type climat des marges montargnardes, selon une étude du Centre national de la recherche scientifique s'appuyant sur une série de données couvrant la période 1971-2000. En 2020, Météo-France publie une typologie des climats de la France métropolitaine dans laquelle la commune est exposée à un climat semi-continental et est dans une zone de transition entre les régions climatiques « Lorraine, plateau de Langres, Morvan » et « Vosges ». 
Pour la période 1971-2000, la température annuelle moyenne est de 9,9 °C, avec une amplitude thermique annuelle de 17,1 °C. Le cumul annuel moyen de précipitations est de 801 mm, avec 11,9 jours de précipitations en janvier et 9,1 jours en juillet. Pour la période 1991-2020, la température moyenne annuelle observée sur la station météorologique de Météo-France la plus proche, « Kappelkinger_sapc », sur la commune de Kappelkinger à 5 km à vol d'oiseau, est de 10,6 °C et le cumul annuel moyen de précipitations est de 772,6 mm. 
La température maximale relevée sur cette station est de 38,8 °C, atteinte le 25 juillet 2019 ; la température minimale est de −19,6 °C, atteinte le 26 décembre 2010,,. 
Les paramètres climatiques de la commune ont été estimés pour le milieu du siècle (2041-2070) selon différents scénarios d'émission de gaz à effet de serre à partir des nouvelles projections climatiques de référence DRIAS-2020. Ils sont consultables sur un site spécial publié par Météo-France en novembre 2022.

## Urbanisme

### Typologie
Au 1er janvier 2024, Réning est catégorisée commune rurale à habitat dispersé, selon la nouvelle grille communale de densité à sept niveaux définie par l'Insee en 2022.
Elle est située hors unité urbaine et hors attraction des villes,.

### Occupation des sols
L'occupation des sols de la commune, telle qu'elle ressort de la base de données européenne d’occupation biophysique des sols Corine Land Cover (CLC), est marquée par l'importance des territoires agricoles (73,4 % en 2018), une proportion identique à celle de 1990 (73,4 %). La répartition détaillée en 2018 est la suivante : 
zones agricoles hétérogènes (52,3 %), forêts (26,6 %), prairies (20,7 %), terres arables (0,4 %). L'évolution de l’occupation des sols de la commune et de ses infrastructures peut être observée sur les différentes représentations cartographiques du territoire : la carte de Cassini (XVIIIe siècle), la carte d'état-major (1820-1866) et les cartes ou photos aériennes de l'IGN pour la période actuelle (1950 à aujourd'hui).

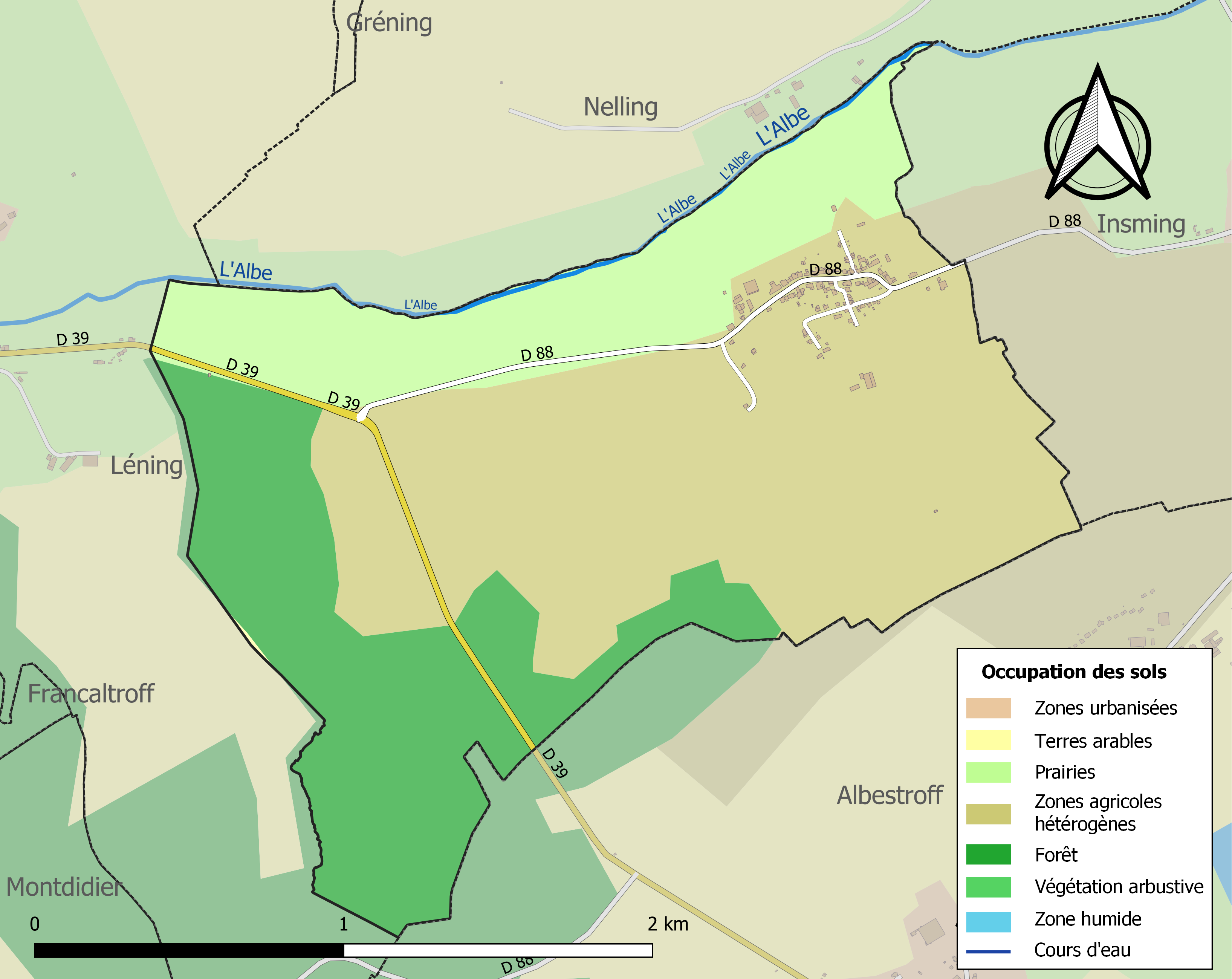
Carte des infrastructures et de l'occupation des sols de la commune en 2018 (CLC).

## Toponymie
- D'un nom de personne germanique Rino suivi du suffixe -ingen[15].
- Remyngen et Rennyngen (1525), Rennyngen (1535)[15], Reningen (1559), Reiningen (1871-1918).

## Histoire
- Albestroff avait absorbé en 1973 le village de Réning, qui a repris son indépendance en 1998.
- Cette commune faisait partie du département de la Meurthe avant 1871.

## Politique et administration
| Période                                  | Période  | Identité      | Étiquette | Qualité |
| ---------------------------------------- | -------- | ------------- | --------- | ------- |
| Les données manquantes sont à compléter. |          |               |           |         |
| mars 1989                                | En cours | Michel Festor |           |         |

## Démographie
L'évolution du nombre d'habitants est connue à travers les recensements de la population effectués dans la commune depuis 1793. Pour les communes de moins de 10 000 habitants, une enquête de recensement portant sur toute la population est réalisée tous les cinq ans, les populations de référence des années intermédiaires étant quant à elles estimées par interpolation ou extrapolation. Pour la commune, le premier recensement exhaustif entrant dans le cadre du nouveau dispositif a été réalisé en 2007.

En 2022, la commune comptait 129 habitants, en évolution de +3,2 % par rapport à 2016 (Moselle : +0,52 %, France hors Mayotte : +2,11 %).
| 1793 | 1800 | 1806 | 1821 | 1831 | 1836 | 1841 | 1846 | 1851 |
| ---- | ---- | ---- | ---- | ---- | ---- | ---- | ---- | ---- |
| 248  | 270  | 293  | 297  | 322  | 322  | 300  | 294  | 274  |

| 1856 | 1861 | 1871 | 1875 | 1880 | 1885 | 1890 | 1895 | 1900 |
| ---- | ---- | ---- | ---- | ---- | ---- | ---- | ---- | ---- |
| 243  | 249  | 246  | 244  | 239  | 244  | 224  | 220  | 193  |

| 1905 | 1910 | 1921 | 1926 | 1931 | 1936 | 1946 | 1954 | 1962 |
| ---- | ---- | ---- | ---- | ---- | ---- | ---- | ---- | ---- |
| 208  | 199  | 173  | 187  | 200  | 195  | 194  | 177  | 177  |

| 1968 | 1999 | 2006 | 2007 | 2012 | 2017 | 2022 | - | - |
| ---- | ---- | ---- | ---- | ---- | ---- | ---- | - | - |
| 182  | 130  | 130  | 130  | 116  | 133  | 129  | - | - |

## Culture locale et patrimoine

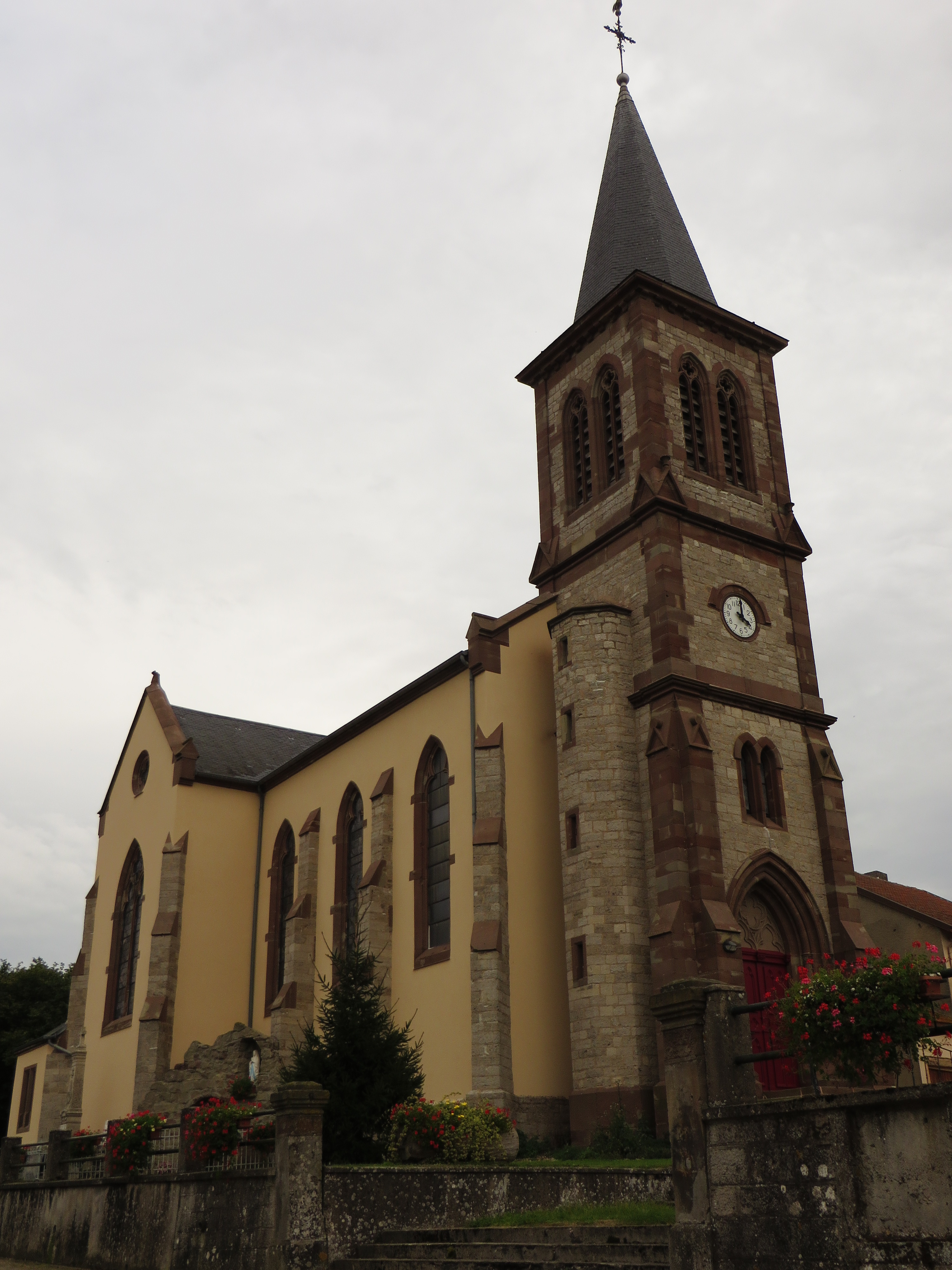
Église Saint-François-d'Assise

### Lieux et monuments
- Maison à pan de bois construite en 1696[20].
- Église Saint-François-d'Assise de Réning, néo-gothique datant de 1880 : fenêtres début XXe siècle,

### Héraldique
| Blason de Réning | Blason  | De gueules à trois bandes courbées d'argent celle du milieu chargée de trois oiselets d'azur contournés. |
| Blason de Réning | Détails | Le statut officiel du blason reste à déterminer.                                                         |

### Sport
A noter que le rening (du dialecte tribal napache Rhé Onin, rhe ning) est un sport originaire des tribus de Nouvelle-Zélande. Il tiendrait son origine du rugby et aurait été adapté au moyen réduit des populations autochtones. Son origine date du Xe siècle après Jésus-Christ, ce qui correspond à l'air Macori iri. Même si sa pratique reste non encadré (car ce sport n'est pas fédéré), il a su se faire une place à l'international.